# Telatynella
Telatynella es un género de foraminífero bentónico de la subfamilia Telatynellinae, de la familia Ammobaculinidae, de la superfamilia Recurvoidoidea, del suborden Lituolina y del orden Lituolida. Su especie tipo es Telatynella telatynensis. Su rango cronoestratigráfico abarca el Maastrichtiense superior (Cretácico superior).

## Discusión
Clasificaciones previas incluían Telatynella en la superfamilia Haplophragmioidea, así como en el suborden Textulariina del orden Textulariida, o en el orden Lituolida sin diferenciar el suborden Lituolina.

## Clasificación
Telatynella incluye a las siguientes especies:
- Telatynella clavata †
- Telatynella telatynensis †